# Stefan Denkiewicz
Stefan Denkiewicz (ur. 10 sierpnia 1932 w Ostrołęce-Wojciechowicach, zm. 2 grudnia 2013 w Rzeszowie) – ojciec pijar, zasłużony duszpasterz, pisarz, publicysta, tłumacz.

## Życiorys
Pochodził z rodziny robotniczej, syn Wincentego i Franciszki z d. Ciuchta. W czasie drugiej wojny światowej – w związku z brakiem szkół dla Polaków – uczyła go matka. Uczęszczał do SP w Wojciechowicach oraz SP nr 1 i Liceum Ogólnokształcące w Ostrołęce (1950). Edukację teologiczną pobierał w Krakowie w Zakonie Szkół Pobożnych – Pijarów (1951) oraz Liceum Ogólnokształcącym im. o. Stanisława Konarskiego oo. Pijarów. 27 sierpnia 1950 wstąpił do zakonu pijarów w Krakowie, odbył pięcioletnie studia filozoficzno-teologiczne w Instytucie Księży Misjonarzy (1958), a w roku akademickim 1962/1963 ukończył roczne Prymasowskie Studium Życia Wewnętrznego w Warszawie. W latach 1967–1970 studiował katechetykę wraz z pedagogiką rodziny na Katolickim Uniwersytecie Lubelskim zakończone licencjatem. W tym okresie współpracował z księdzem Franciszkiem Blachnickim, założycielem ruchu młodzieżowego „Światło – Życie”. 26 czerwca 1958 otrzymał święcenia kapłańskie z rąk bpa Herberta Bednorza.
Posługę pełnił jako katecheta dzieci szkół podstawowych w parafii Cieplice Śląskie-Zdrój (dzisiaj w granicach Jeleniej Góry), potem – młodzieży i opiekun ministrantów w Łowiczu (1958–1964). W latach 1964–1967 był rektorem wspólnoty pijarskiej w Cieplicach Śląskich-Zdroju, w tym 2 lata proboszczem, katechetą dzieci szkoły podstawowej w Goduszynie, należącym do parafii cieplickiej; w Cieplicach prowadził wielką grupę ministrantów i kandydatów do tej posługi liturgicznej; był proboszczem parafii Rakowice w Krakowie (1970–1973). W latach 1973–1985 - jako Radny Przełożonego Generalnego Zakonu Pijarów w Rzymie – opiekował się placówkami tego Zakonu w Europie Środkowej i Wschodniej, w tym czasie jeden z pięciu współtwórców posoborowych Konstytucji i Reguł Zakonu Pijarów, następnie ich tłumacz z języka łacińskiego na polski. Był katechetą na Siekierkach w Warszawie (1985–1988); przełożonym zakonnym i dyrektorem internatu w Krakowie (1988–1991). Przez dwie kadencje był asystentem Przełożonego Prowincjalnego w Polsce. W latach 1991–1995 był duszpasterzem w parafii pijarskiej w Szczuczynie na Białorusi, prowadząc m.in. rekolekcje dla grup młodzieży oraz wycieczki i pielgrzymki dla nich po Białorusi, Litwie i Polsce. Był tłumaczem na międzynarodowych kościelnych zjazdach i spotkaniach w Polsce i za granicą. Od roku 1998 do 2008 był wykładowcą w nowicjacie Zakonu Pijarów w Rzeszowie. Wykładał: charyzmat pijarski, Konstytucje i Reguły Zakonu Pijarów; języki obce: łaciński, włoski, hiszpański, początki francuskiego. Później pomagał w duszpasterstwie w pijarskiej parafii pw. św. Józefa Kalasancjusza na Wilkowyi i zajął się pisarstwem. W okresie rzeszowskim przetłumaczył też Siostrom Pijarkom ich Konstytucje i Reguły z języka hiszpańskiego na polski, w niektórych zaś miejscach tylko uzupełnił tłumaczenie dokonane przez Pijarki.
Zainteresowania: pływanie, kajakarstwo, żeglarstwo, piłka nożna, wycieczki rowerowe, turystyka górska i historyczno-artystyczna w Polsce i za granicą, pedagogika, języki obce, samokształcenie w polonistyce, teatr, poezja, proza, chorał gregoriański. Sentencja: Jak Pan domu nie zbuduje, na próżno się trudzą ci, którzy go wznoszą (Ps 127,1).
Utrzymywał ścisłe kontakty z “krajem lat dziecinnych” nie tylko poprzez swoją twórczość literacką, ale również poprzez częste wizyty w Ostrołęce. Wielokrotnie spotykał się z czytelnikami w MBP w Ostrołęce oraz w ostrołęckich szkołach, np. w Szkole Podstawowej nr 4. Bywając w wielu miejscach na świecie (Madryt, Moskwa, Rzym, Wenecja i in.) pisarz ciągle wracał do rodzinnych stron, gdy pisał: „Można widzieć wschody i zachody słońca na morzu w Wenecji i inne, nawet ósmy cud świata, ale nad Narew zawsze ciągnie tęsknota, kto się nad nią urodził” (Serce dla kanarków).
Spoczął w grobowcu zakonnym na Cmentarzu Komunalnym w Rzeszowie. Przeżył lat 81, w Zakonie 62, w kapłaństwie 55. Mszę św. pogrzebową celebrował ks. bp. Kazimierz Górny.

## Publikacje
- Serce dla kanarków, eSPe Zakonu Pijarów, Kraków 2000 (pierwsza powieść, napisana w wieku 68 lat[6]), ISBN 8376290111; Kraków 2002, ISBN 83-89167-30-1.
- Syn ratuje ojca, eSPe Zakonu Pijarów, il. Szymon Kurpios, Kraków 2001, ISBN 83-88683-23-3 (Bohaterem jest ks. Antoni Pęksa, rzeczywisty proboszcz Parafii Świętego Wojciecha w Ostrołęce- Wojciechowicach)
- Posłannictwo pijarskie: ewangelizować wychowując w stylu kalasantyńskim / Kongregacja Generalna Zakonu Ojców Pijarów. [Kapituła Generalna Zakonu Ojców Pijarów. Polska Prowincja Zakonu Ojców Pijarów ; przekł. Stefan Denkiewicz],Wydawnictwo Kurii Prowincjalnej Zakonu Pijarów, Kraków 2001, ISBN 837629043X.
- Wesoło w Zakonie Pijarów – anegdotki, śmiesznostki, słabostki, ciekawostki, eSPe Zakonu Pijarów, Kraków 2003, ISBN 83-89167-47-6.
- Z Piotrem naszych czasów, Wydawnictwo eSPe, Kraków 2004, ISBN 83-89645-70-X (wręczył ją osobiście Janowi Pawłowi II 29.09.2004) – przetłumaczona na j. włoski – Col Pietro dei tempi nuovi; Kraków 2011, ISBN 978-83-7482-410-1.
- Czy niewolnictwo musi być zawsze?, Wydawnictwo eSPe, Kraków 2007, ISBN 978-83-7482-112-4.
- To nie są moi rodzice?, Wydawnictwo eSPe, Kraków 2008, ISBN 978-83-7482-186-5.
- Nauczyciel, który nie opuścił dzieci: powieść biograficzna (o Świętym Józefie de Calasanz, założycielu pierwszej bezpłatnej szkoły powszechnej w Europie[2]), Wydawnictwo eSPe, Kraków 2010, ISBN 978-83-7482-329-6.
- Idzie Chrystus przez Białoruś (tomik wierszy), Wydawnictwo eSPe, Kraków 2010, ISBN 978-83-7482-350-0.
- Powrót do Polski, Wydawnictwo ESPe, Kraków 2013, ISBN 978-83-7482-568-9.

Teksty publicystyczne ukazywały się, np. w „Ziemi Lidzkiej”, polskim piśmie historyczno-krajoznawczym na Białorusi; In Medias Res: studia resoviensia in lingua et litteris. [T.] 2 (2010), s. 253–263 Stefan Denkiewicz scrittore di pace: intervista raccolta da Daniele Stasi. Ponadto ukazały się liczne recenzje jego książek, artykuły prasowe o nim oraz wzmianki w wydawnictwach i czasopismach.